# Gasparo Cavalieri
Gasparo Cavalieri (Roma, 22 settembre 1648 – Roma, 17 agosto 1690) è stato un cardinale e arcivescovo cattolico italiano.

## Biografia

### Origini familiari
Gasparo Antonio Cavalieri nacque il 22 settembre 1648 a Roma, sede papale e capitale dello Stato Pontificio; proveniente da una nobile famiglia, era figlio del marchese Emilio Cavalieri e della duchessa Clelia Sannesio. Ebbe almeno un fratello minore, Francesco, futuro erede di questo ramo della famiglia.
Sia la famiglia paterna che quella materna avevano già dato rispettivamente un cardinale alla Chiesa: Giacomo Sannesio (1604) e Giacomo Cavalieri (1625). Del resto, all'inizio del XVII secolo un suo omonimo antenato aveva sposato Diana de' Victoriis, nipote di papa Paolo V. Inoltre sua nonna era Girolama Paluzzi degli Albertoni, che era anche zia del cardinale Paluzzo Paluzzi Altieri degli Albertoni (1664).

### Formazione e servizio in Curia
Dopo aver ricevuto l'istruzione primaria, continuò quella secondaria presso il Collegio Romano, sotto la direzione dei gesuiti, assieme a suo fratello. Intanto, il suo prozio cardinale era stato adottato da papa Clemente X come cardinal nipote ed aveva potuto aggiungere il suo cognome, Altieri, al proprio; fu proprio grazie a lui che riuscì ad intraprendere la carriera ecclesiastica, entrando in servizio nella Curia romana. 
Così, nel 1670 venne nominato referendario delle Segnature di grazia e giustizia, per poi ricevere l'ufficio di chierico della Camera apostolica nel 1672; in seguito ricevette anche gli incarichi di prefetto dell'Annona e commissario generale delle milizie pontificie. In diverse occasioni il papa gli affidò anche compiti che necessitavano di particolare attenzione, come quando dal 1673 al 1675 dovette occuparsi di revisionare i conti presentati dal cardinale Buonaccorso Buonaccorsi quando era tesoriere generale.
Dopo la morte di Clemente X, riuscì a conquistare la anche la fiducia del nuovo papa e del suo segretario di Stato, il cardinale Alderano Cybo-Malaspina, riuscendo quindi a continuare la sua attività in Curia.

### Cardinalato e ministero episcopale
Papa Innocenzo XI lo creò e pubblicò cardinale nel concistoro del 2 settembre 1686, all'età di soli trentotto anni, concedendogli allo stesso tempo la dispensa per non aver ancora ricevuto gli ordini minori al momento della sua promozione; il 30 settembre successivo gli vennero conferiti il galero cardinalizio e la diaconia di Santa Maria in Aquiro, vacante dal 12 maggio 1682, giorno della morte del cardinale Michelangelo Ricci, segretario emerito della Congregazione per le indulgenze e le sacre reliquie. Poco dopo, ricevette gli ordini minori il 19 ottobre ed il suddiaconato il 20 ottobre; il 27 ottobre venne ordinato diacono ed infine ricevette l'ordinazione sacerdotale il 28 ottobre 1686.
Il 7 luglio 1687 il papa lo nominò, trentanovenne, arcivescovo metropolita di Capua; succedette a Giovanni Antonio Melzi, deceduto il 6 aprile precedente dopo ventisei anni di governo pastorale. La diocesi consentiva delle cospicue rendite, si trovava vicino a Napoli ed era ben collegata a Roma. Ricevette la consacrazione episcopale il 9 novembre successivo, nella chiesa di Santa Maria in Vallicella a Roma, per imposizione delle mani del cardinale Gaspare Carpegna, vicario generale di Sua Santità per la diocesi di Roma, assistito dai co-consacranti monsignori Francesco Casati, arcivescovo titolare di Trebisonda, e Prospero Bottini, arcivescovo titolare di Mira.
Il 17 maggio 1688 optò per la diaconia di San Giorgio in Velabro, lasciata vacante dal cardinale Fulvio Astalli, trasferito contestualmente alla diaconia di Santa Maria in Cosmedin.
Arrivò a Capua solo nella primavera del 1688, prendendo in seguito possesso dell'arcidiocesi durante una cerimonia svoltasi nella cattedrale di Santa Maria Assunta e ricevendo il pallio, simbolo di comunione tra la Santa Sede ed il metropolita. Durante il suo episcopato ebbe luogo una visita pastorale delle parrocchie, venne riparata la cattedrale e venne restaurato il palazzo vescovile, ma ciò non lo coinvolse direttamente. La sua salute infatti era nettamente peggiorata da quando aveva lasciato Roma perché, come scriveva al cardinale Cybo, il clima di Capua non gli giovava, motivo per cui soggiornò a Napoli per diversi mesi; tuttavia, nonostante le cure cui si sottopose, continuò a peggiorare.
Dopo la morte di papa Innocenzo XI, prese parte al conclave del 1689, che si concluse con l'elezione al soglio pontificio del cardinale Pietro Vito Ottoboni con il nome di Alessandro VIII; da allora non lasciò più la capitale dello Stato Pontificio. Il 28 novembre 1689 optò per la diaconia di Sant'Angelo in Pescheria, lasciata vacante dal cardinale Gianfrancesco Ginetti, trasferito contestualmente alla diaconia di San Nicola in Carcere.
Malato di podagra da diverso tempo, morì il 17 agosto 1690 nel suo palazzo a Roma, all'età di soli quarantuno anni. Il suo corpo venne esposto nella basilica di Santa Maria in Aracoeli, dove il 19 agosto si svolsero i solenni funerali; al termine della celebrazione la salma venne tumulata all'interno della stessa chiesa, nella cappella di San Gregorio, dove erano sepolti altri membri illustri della famiglia Cavalieri.

## Genealogia episcopale
La genealogia episcopale è:
- Cardinale Scipione Rebiba
- Cardinale Giulio Antonio Santori
- Cardinale Girolamo Bernerio, O.P.
- Arcivescovo Galeazzo Sanvitale
- Cardinale Ludovico Ludovisi
- Cardinale Luigi Caetani
- Cardinale Ulderico Carpegna
- Cardinale Paluzzo Paluzzi Altieri degli Albertoni
- Cardinale Gaspare Carpegna
- Cardinale Gasparo Cavalieri